# Bergpartei, die Überpartei
 (août 2023).
La mise en forme du texte ne suit pas les recommandations de Wikipédia : il faut le « wikifier ».
Les points d'amélioration suivants sont les cas les plus fréquents. Le détail des points à revoir est peut-être précisé sur la page de discussion.
- Les titres sont pré-formatés par le logiciel. Ils ne sont ni en capitales, ni en gras.
- Le texte ne doit pas être écrit en capitales (les noms de famille non plus), ni en gras, ni en italique, ni en « petit »…
- Le gras n'est utilisé que pour surligner le titre de l'article dans l'introduction, une seule fois.
- L'italique est rarement utilisé : mots en langue étrangère, titres d'œuvres, noms de bateaux, etc.
- Les citations ne sont pas en italique mais en corps de texte normal. Elles sont entourées par des guillemets français : « et ».
- Les listes à puces sont à éviter, des paragraphes rédigés étant largement préférés. Les tableaux sont à réserver à la présentation de données structurées (résultats, etc.).
- Les appels de note de bas de page (petits chiffres en exposant, introduits par l'outil «  Source ») sont à placer entre la fin de phrase et le point final[comme ça].
- Les liens internes (vers d'autres articles de Wikipédia) sont à choisir avec parcimonie. Créez des liens vers des articles approfondissant le sujet. Les termes génériques sans rapport avec le sujet sont à éviter, ainsi que les répétitions de liens vers un même terme.
- Les liens externes sont à placer uniquement dans une section « Liens externes », à la fin de l'article. Ces liens sont à choisir avec parcimonie suivant les règles définies. Si un lien sert de source à l'article, son insertion dans le texte est à faire par les notes de bas de page.
- La présentation des références doit suivre les conventions bibliographiques. Il est recommandé d'utiliser les modèles {{Ouvrage}}, {{Chapitre}}, {{Article}}, {{Lien web}} et/ou {{Bibliographie}}. Le mode d'édition visuel peut mettre en forme automatiquement les références.
- Insérer une infobox (cadre d'informations à droite) n'est pas obligatoire pour parachever la mise en page.

Pour une aide détaillée, merci de consulter Aide:Wikification.
Si vous pensez que ces points ont été résolus, vous pouvez retirer ce bandeau et améliorer la mise en forme d'un autre article.
bergpartei, die überpartei (nom court : B*, nom supplémentaire : bassin de collecte éco-anarchiste-realdadaïste ) est un groupe d'artistes et de petits partis allemands actif à l'échelle nationale de Berlin. Il est né de la fusion du Bergpartei (B) avec le "ÜberPartei" d'Allemagne (ÜPD).
Grâce à ses affiches faites à la main et à sa tête de liste Hauke Stiewe, organisateur de la bataille des légumes sur l'Oberbaumbrücke, ainsi qu'au festival du film vidéo activiste NoDogma  le B* s'est fait connaître au-delà des frontières de Berlin.
Depuis 2005, ce parti activiste se présente régulièrement aux élections fédérales et régionales berlinoises et soutient des initiatives populaires.

## Activités
Le Bergpartei a organisé jusqu'à la fin en 2013 la bataille de légumes sur le pont Oberbaumbrücke.
Sous le slogan "l'antifa, c'est l'amour", il a manifesté en 2019 pour la reconnaissance des victimes de la violence de droite.
Sous le slogan "Pas de discrimination des hommes-reptiles", une manifestation hebdomadaire a eu lieu avec 20 participants contre la soi-disant manifestation d'hygiène sur la Rosa-Luxemburg-Platz. "Sans pause", le Bergpartei dirige, selon Berlin-gegen-Nazis (organisation de soutien à l'engagement social contre le nazisme), des alliances d'action contre les négationnistes de Corona.

## Profil de contenu
Le Parti B* est sur le bord gauche alternatif. Le parti porte officiellement l'appellation complémentaire «éco-anarchiste - véritable réservoir dadaïste» et se décrit plus loin comme une « aile solidaire utopique, bras féministe radical, section de l'action post-identitaire anti-nationale, anti-substancisme ». Il plonge ses racines dans la scène des squatters berlinois et se réfère à la tradition des partis anarchistes. Selon les statuts, le but est que chacun puisse vivre librement ses idéaux et ainsi devenir un parti abstrait devient inutil. Dans les actions, il montre sa solidarité avec le zapatismo mexicain, le mouvement de bricolage japonais Shirōto no Ran (Jap.素人の乱, "Révolte des amateurs") et le projet d'une société non gouvernementale au Rojava (Syrie), un mouvement comme les Municipalisme libertaire.

### politique

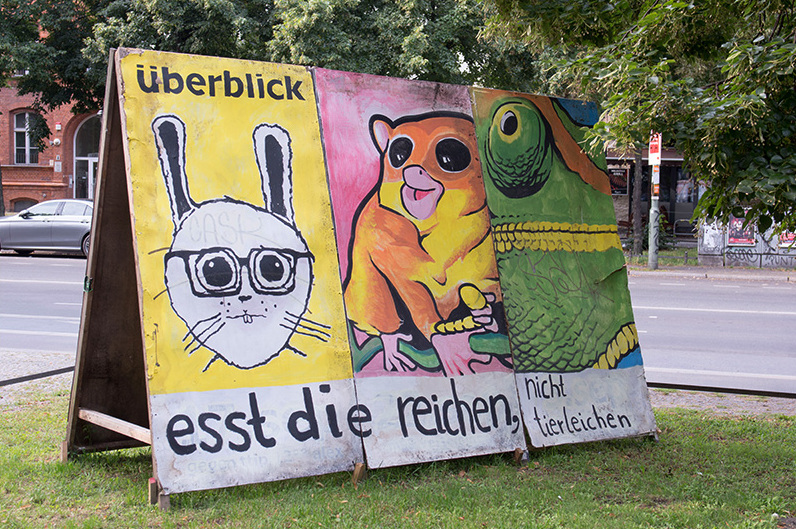
"manger les riches, pas les animaux morts", Schlesisches Tor, Berlin 2017

Le programme du parti a une note radicalement écologique et socio-révolutionnaire. Il se compose des programmes des organisations précédentes et peut être lu comme une critique fondamentale de la civilisation et du pouvoir, à l'aide de laquelle tous les domaines de la vie moderne doivent être déconstruits de manière critique. Un chapitre entier est consacré à la critique du concept libéral de « liberté ». Il comprend des illustrations de Seth Tobocman.
En 2005, le Bergpartei a été le premier parti allemand à inscrire le revenu de base inconditionnel, alors appelé Existenzgeld, dans son programme.

### Programme électoral 2017
Le B* promet dans son programme électoral : 
- droit de vote pour tous ceux qui vivent ici
- limite pour tous ceux qui ne vivent pas ici
- hors de l'otan, dans le plaisir
- recevoir en cadeau au lieu d'acheter
- traîner forme, des écoles aux groupes d'apprentissage

- danse inter*trans*formation

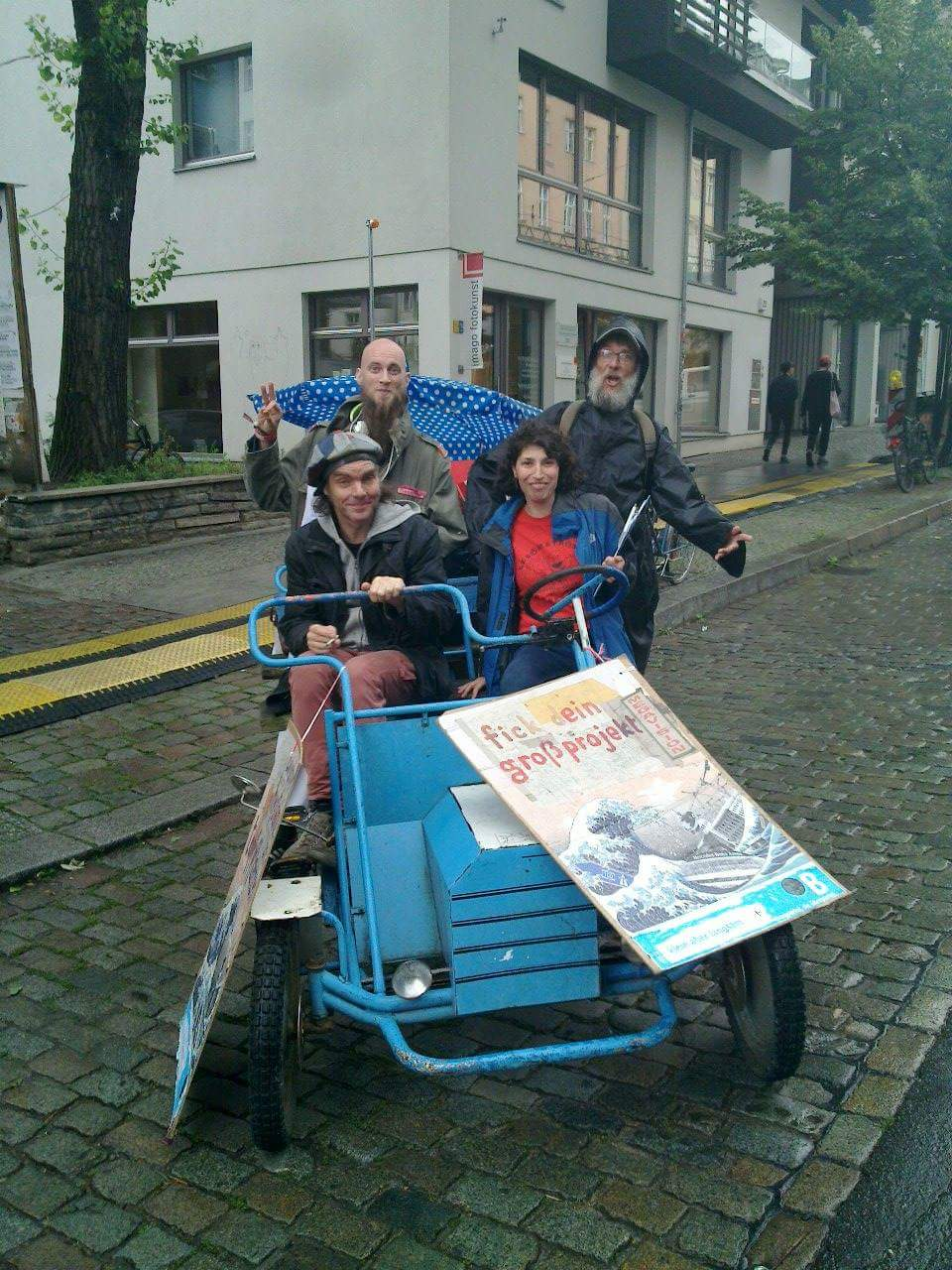
mobile campagne dans la campagne électorale de 2017 avec le meilleur candidat Rhaffi au volant

- des sociétés aux coopératives et syndicats
- lorem ipsum dolor sit amet, consectetur adipiscing elit, sed do eiusmod tempor …
- droits de l'homme également pour les mutants et les animaux et les plantes et les substances
- Augmentez la récompense du trouveur de 300 %
- amour, kitsch et nostalgie
- réception du RAW (ancien terrain ferroviaire non rénové, utilisé de manière alternative)
- salons de multiprises publics gratuits
- les vélos ne brûlent pas
- revenus matériels non fondés (revenu de base inconditionnel)
- changement mental contre le verrouillage central
- petit mais lent
- contenu, contenu, contenu
- demain 16h révolution
- pas d'action avant quatre heur

## affiches électorales
Les activistes culturels du B* sérigraphient la plupart de leurs affiches à la main, rendant chaque copie distinctement différente des autres. Ils veulent „entreprendre la reconquête de l'espace public occupé par un lavage de cerveau massif. “  Depuis la création de la bergpartei en 2005, elle s'est également fait remarquer avec de grandes cloisons de séparation fabriquées par ses soins. Cette possibilité de publicité électorale est principalement utilisée par les partis parlementaires.

### D'autres slogans électoraux pour l'élection fédérale de 2017
- Renforcez les lois de la nature !
- mettre l'accent
- Changement mental contre le verrouillage central
- concentrez-vous!
- nous sommes Friedlichshain qu'êtes-vous?
- ceci n'aurait pas existé sous Bakounine
- baise ton grand projet

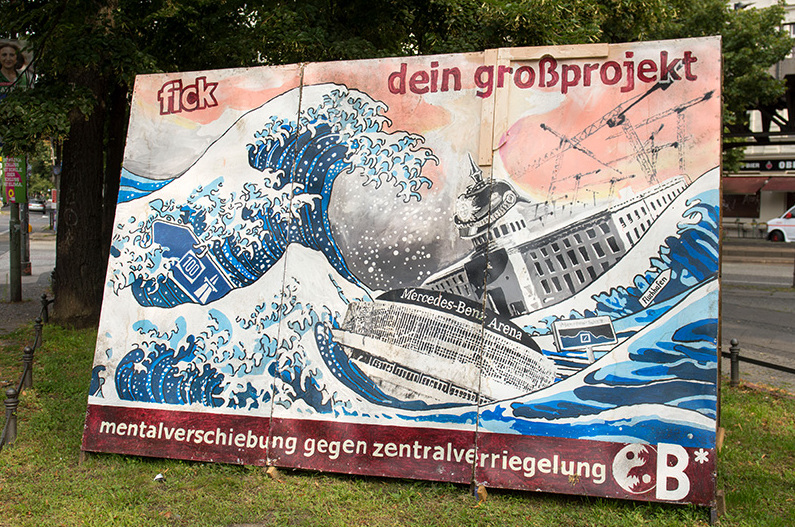
2017 : "baise ton grand projet - Changement mental contre verrouillage central

- apporter la Office fédéral de protection de la constitution antifasciste
- inspire, expire
- votre catalogue mentait
- il n'est jamais trop tard pour une puberté heureuse
- le droit à une vie ratée est intangible (Amélie)
- laisser faire

Les slogans électoraux du bergpartei comprenaient :
- Miracles sans économie
- La compétence comme masque
- Des prothèses dentaires pour tous
- Méfiance envers les émissions d'information
- Nous pensons encore...
- Pinocchio voterait socialistes
- Seuls les cochons peuvent voler
- le succès comme une menace

L' ÜberParty a utilisé :
- Un monde possible est différent (vers "un autre monde est possible" da attac)
- Soyons impossible et réalisons l'essai (vers "soyons réalistes et essayons l’impossible" de Che Guevara)
- Le temps est relatif - les rêves sont importants
- Contre les chiffres, le temps et l'argent
- Mange les riches, pas les cadavres d'animaux !
- Rejoignez la résistance, entrez dans la clandestinité, devenez ce que vous cherchez, formez des collectifs

## candidats

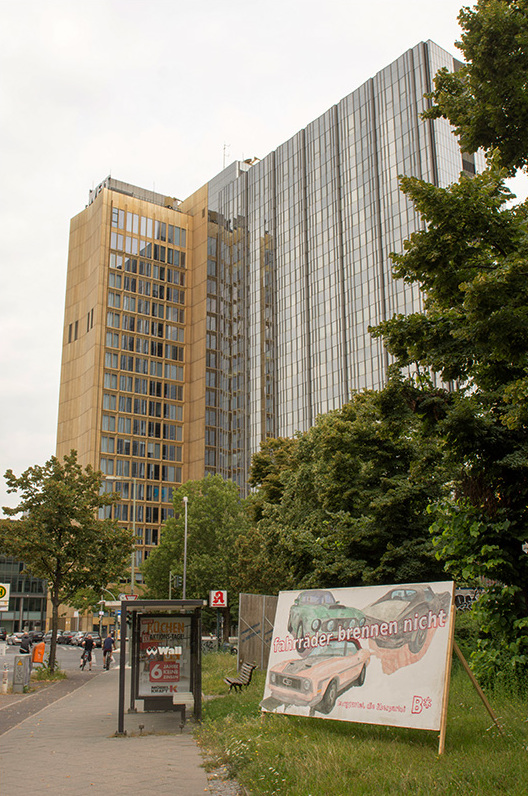
2017 : "les vélos ne brûlent pas" devant l' immeuble Axel Springer

Entre autres, le B* a pu gagner des personnalités bien connues comme candidats : le musicien PR Kantate, la chanteuse et militante du revenu de base Bernadette la Hengst, l'architecte Benjamin Förster-Baldenius, l'acteur Cobra 11 Niels Kurvin, l'actrice Manta Manta Beatrice Manowski, la rêveuse lucide et activiste militante du revenu de base Alice Grinda, le héros local Hauke Stiewe et l'artiste Pastor Leumund.

## Histoire
Le Bergpartei est né le 1. Avril 2011 de la fusion du parti de la bergpartei (B) avec le "ÜberPartei" d'Allemagne (ÜPD). Les deux partis ont été fondés indépendamment en juillet 2005.

### la "ÜberPartei"
"Formée en 2004 au cours des manifestations étudiantes de 2004, l'ÜberParlamentarische Disposition (également ÜPD) s'est manifestée en 2005 dans la" ÜberPartei "d'Allemagne."  Le "ÜberParty" d'Allemagne - ÜPD - a été officiellement fondé le 15. Juillet 2005 à la Maison de la Démocratie et des Droits de l'Homme après une conférence Pourquoi nous devrions nous débarrasser de l'état de la bibliothèque du libre, Berlin.

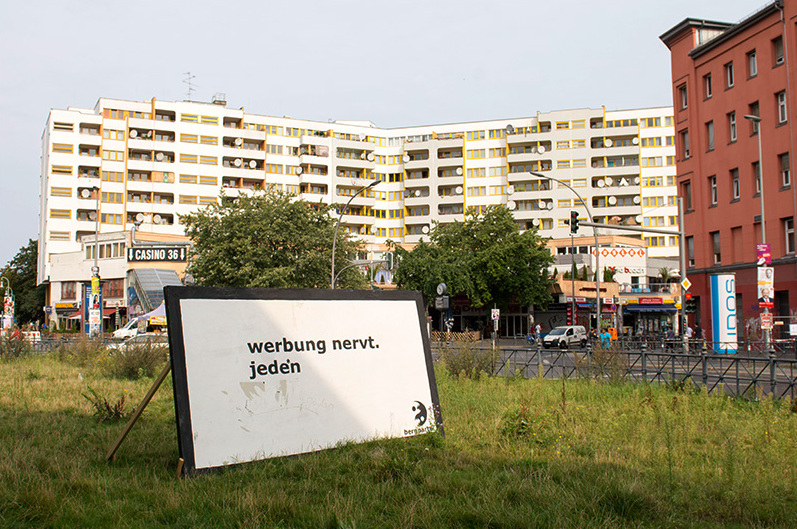
2017 : "la publicité agace tout le monde" - pour le référendum Berlin sans publicité

### la Bergpartei
Le Bergpartei a été fondé lors de l'utilisation temporaire du Palais de la République désamianté et a combattu dans l'alliance du palais pour la préservation et la conversion culturelle du palais.
Depuis 2006, le Bergpartei a contesté les élections à la Chambre des représentants de Berlin. Le parti est également intervenu avec des affiches pour le référendum sur la préservation de Tempelhofer Feld et le référendum Mediaspree Versenken, ainsi que sur le référendum sur Berlin sans publicité.

## La participation dans les élections
Le parti s'est présenté pour la première fois aux élections de la Chambre des représentants de Berlin en 2011,,. Elle s'est présentée avec une seule liste de circonscription à Friedrichshain-Kreuzberg et avec trois candidats directs à Friedrichshain-Kreuzberg et deux candidats directs à Pankow. Déjà en 2005 et 2009 les deux associations précédentes avaient tenté en vain de concourir aux élections du Bundestag. Lors des élections de 2006 à la Chambre des représentants de Berlin, le Parti de la montagne s'est présenté avec quatre candidats directs et a obtenu 6,5 % avec Hauke Stiewe dans la circonscription 5.

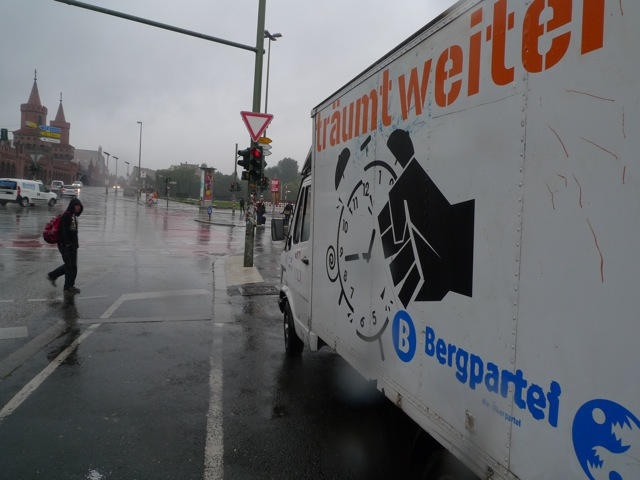
"continue de rêver!" Campagne mobile 2013 devant le pont Oberbaum

En 2005 et 2009, les partis n'ont pas été admis aux élections fédérales par la Commission électorale fédérale. En 2009, conjointement avec le Parti anarchiste du Pogo (APPD) et le Parti de la protection des consommateurs, vous avez ensuite écrit une lettre ouverte à la Mission d'observation électorale de l'OSCE  dans laquelle la composition de la Commission électorale fédérale – composée exclusivement de représentants du parties – ainsi que les critères d'admission manquants et la possibilité de contester ses résolutions. L'OSCE a repris ces points dans son rapport  et la loi électorale a été amendée afin que des juristes siègent désormais également au sein de la commission et qu'il y ait une possibilité de recours. En 2005 et 2009, jusqu'à la fusion avec l'«ÜberPartei», les candidats du parti de la montagne se présentent indépendamment aux élections du Bundestag.

### réunion du conseil de quartier
- District de Pankow 2006 : 0,1 % (uniquement "ÜberPartei") [21]

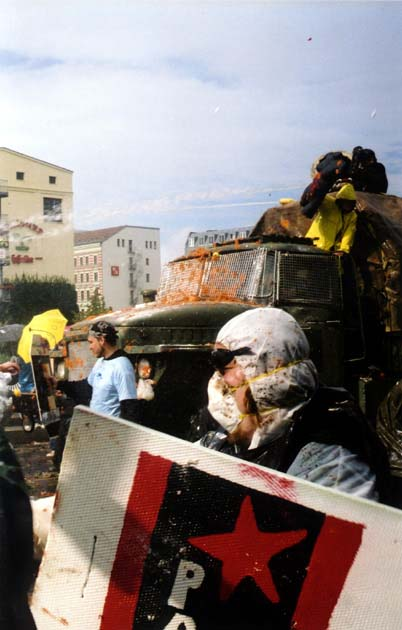
canon à eau de l'armée de l'eau séparatiste du district de friedrichshain

### élections nationales
- Berlin 2006 : 6,5 % dans la circonscription 5 de Friedrichshain-Kreuzberg (Bergpartei uniquement)
- Berlin 2011 : 3,2 % dans la circonscription 5, 0,6 % deuxième vote à Friedrichshain-Kreuzberg, 0,9 % premiers votes à Friedrichshain-Kreuzberg [22]
- Berlin 2016 : 3,1 % dans la circonscription 5, 0,5 % deuxième vote à Friedrichshain-Kreuzberg
- Berlin 2021 : 0,1 % par 1.713 secondes voix dans tout Berlin (liste régionale) avec Esther Borkam comme tête de liste[23] Pour la première fois, le parti n'a pas présenté de candidats dans la circonscription 5.
- Berlin 2023 : 1.137 votes, soit 0,01% dans toute la ville

### élections fédérales
- 2005 : 0,7 % des premières voix (candidat direct Hauke Stiewe) dans Friedrichshain-Kreuzberg – Prenzlauer Berg-Ost (seul Bergpartei, officiellement sans parti)[24]

- 2009 : 0,6 % des premiers votes (candidat direct Hauke Stiewe) à Friedrichshain-Kreuzberg – Prenzlauer Berg-Ost[25] (seul Bergpartei, officiellement sans parti)
- 2013 : 0,4 % des premiers votes (candidat direct Benjamin Richter) à Friedrichshain-Kreuzberg – Prenzlauer Berg-Ost[26]
- 2017 : 0,48 ‰ des deuxièmes voix (911, dans le résultat final) dans tout Berlin[27].
- 2021 0,0 % des premières voix (222 voix pour Zarah-Louise Roth) dans la circonscription 83 Friedrichshain-Kreuzberg - Prenzlauer Berg-Est. En cette "super année électorale 2021", le Bergpartei s'est concentré, selon ses propres dires, sur le soutien à la demande populaire : Exproprier Deutsche Wohnen & Co. - Le Référendum berlinois de 2021.

### Élections européennes
En principe - le parti ne participe pas aux élections européennes.

## structure
Il existe une association fédérale, une association étatique à Berlin (avec deux autres sous-groupes) et une association étatique à Brandebourg.

## finances du parti
Le B* n'a pas droit aux paiements provenant du financement de l'État partie. Il collecte de l'argent via le Financement participatif et les fêtes de solidarité et dépend de plus en plus des dons.

## Divers

### minuscule

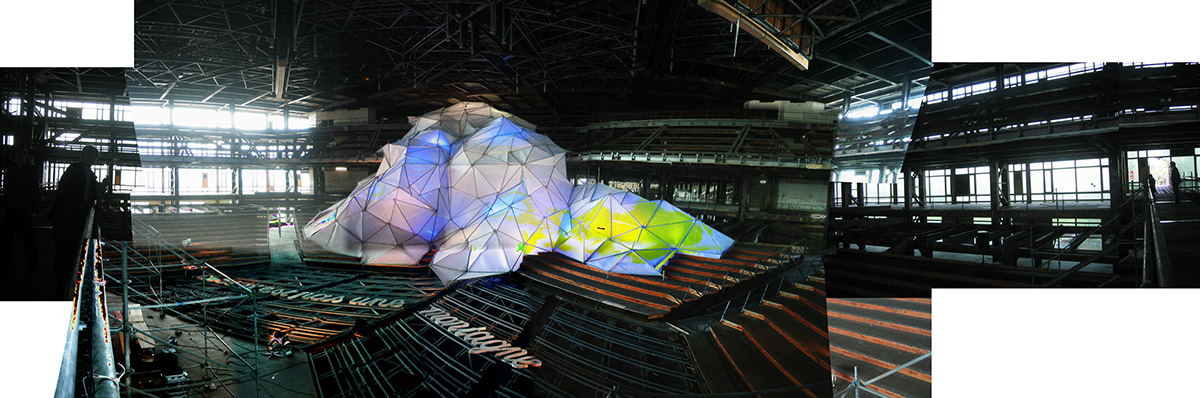
Installation "le mont" fondatrice de la Bergpartei dans la salle plénière du Palais de la République en 2005

Le Bergpartei, die Überpartei, s'est engagé à faire des minuscules.

### Parti sarcastique
La Bergpartei est régulièrement qualifiée Parti satire. Dans son programme, il affirme cependant qu'il ne s'agit pas d'une parti du plaisir, mais (à sa manière) « d'une tentative de sensibiliser à nouveau les membres d'une société fun/fête/art dépolitisée aux décisions politiques actuelles. Et surtout avec l'aide de plaisir, de fête et d'art. "

### Nom de famille
La similitude de nom avec le parti montagnard de la Révolution française, les Montagnards (en allemand aussi "bergpartei"), est purement fortuite. Le Bergpartei tire son nom d'une installation dans le Palais provisoire de la République. De la fusion en avril 2011 à février 2017, le parti s'appelait le Bergpartei, die ÜberPartei en abrégé : B.

### Engagement dans la scène de petite parties

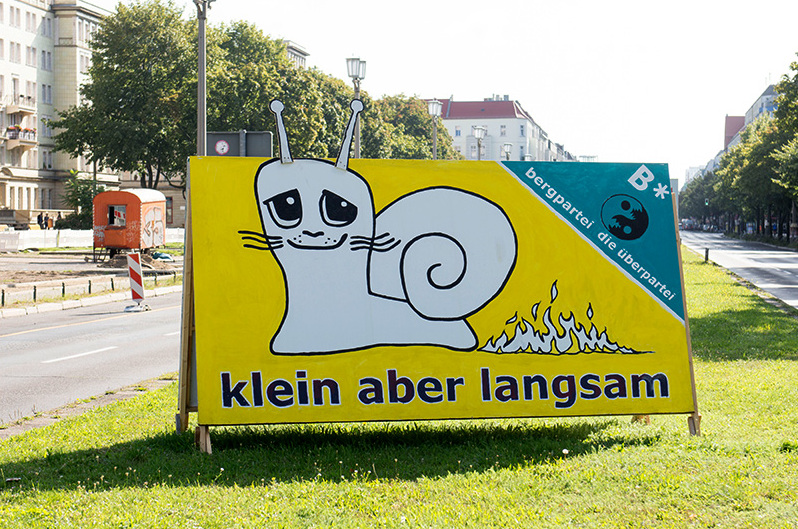
"petit mais lent", grand écran pour l'élection fédérale 2017

Le B* fait des recommandations électorales pour le parti féministe Die Frauen et la Gauche écologique éco-socialiste. Outre la lettre ouverte susmentionnée adressée à la mission d'observation électorale de l'OSCE avec l'APPD et le Parti de la protection des consommateurs, le B* travaille en étroite collaboration avec d'autres petits partis et des candidats indépendants. Le 25. Le 1er août 2017, le Parti de la Montagne a organisé une table ronde à laquelle ont participé 11 partis et 2 candidats directs. L'objectif est de constituer une liste pour les élections régionales de 2019 dans le Brandebourg.
En 2021 et 2023, le parti de la montagne s'est mis d'accord avec le parti des locataires et le parti des pirates. ils se sont partagés les districts de berlin.

## Voir également
- Liste des partis politiques en Allemagne

## liens web
- www.bergpartie.de - Site officiel de la bergpartei, le überpartei

## les détails
1. ↑  Videoaktivisten-Filmfestival NoDogma
2. ↑  « Antifa ist Liebe (Demo u. a. für Silvio Meier), Stressfaktor @ 2019-12-23 16:00:00 | radar.squat.net », sur radar.squat.net (consulté le 20 août 2023)
3. ↑  (de) « Proteste gegen rechtsoffene Versammlungen um den Rosa-Luxemburg-Platz - Berlin gegen Nazis » (consulté le 20 août 2023)
4. ↑  (de) « Erneut Hunderte Teilnehmende bei "Hygiene-Demo" », sur www.rbb24.de, 3 mai 2020 (consulté le 20 août 2023)
5. ↑  Satzung der bergpartei, die überpartei in der Sammlung des Bundeswahlleiters (PDF; 767 mb)
6. ↑  Video: Der Sinn und Zweck der Bergpartei – Rede von Pastor Leumund auf dem TAZ-Kongress 2009
7. ↑  Galerie au Bergpartei.de
8. ↑  Selbst-Dokumentation auf uepd.de
9. ↑  Mitzeitung.allgirls-berlin.org, abgerufen am 24. Dezember 2013
10. ↑  Fusion der Bergpartei, die „ÜberPartei“, Wahlteilnahme und Anmeldung der Wasserschlacht
11. ↑  Profil der ÜberPartei: seien wir unmöglich und realisieren das versuchende! auf der Internetplattform Crabgrass, abgerufen am 18.September 2017
12. ↑  Internetseite Berlin werbefrei, abgerufen am 18. September 2017
13. ↑  Abgeordnetenhauswahl: Formale Hürden genommen in: Die tageszeitung vom 2. Juni 2011
14. ↑  Wahlen zum Abgeordnetenhaus von Berlin und zu den Bezirksverordnetenversammlungen am 18. September 2011: Übersicht der zugelassenen Parteien (PDF; 8 kB)
15. ↑  Klaus Joachim Herrmann: Gut, auch mal drüber zu reden in: Neues Deutschland vom 23. Juli 2011
16. ↑  Direktkandidaten der Bergpartei, die „ÜberPartei“
17. ↑  Ausgewählte Daten des Bundeswahlleiters; S. 169. (PDF; 1,2 MB)
18. ↑  Liste der nicht zur Bundestagswahl 2009 zugelassenen politischen Vereinigungen
19. ↑  Bundeswahlleiter entscheidet-über-kleine-Parteien in: Berliner Zeitung vom 18.Juli 2009
20. ↑  Expedition ins Bergreich in: Die tageszeitung vom 7. September 2006
21. ↑  Bericht des Landeswahlleiters, S. 65. (PDF; 1,6 MB)
22. ↑  Landeswahlleiterin
23. ↑  « Ergebnisse », sur www.wahlen-berlin.de (consulté le 20 août 2023)
24. ↑  Bezirksportal xhain.info Wahl 2005, abgerufen am 19. September 2017
25. ↑  xhain.info
26. ↑  Webpage der Landeswahlleiterin, abgerufen am 30. September 2013
27. ↑  « 2017 Bundestag Election: final result - The Federal Returning Officer », sur www.bundeswahlleiterin.de (consulté le 20 août 2023)
28. ↑  Nantke Garrelts im Tagesspiegel: Kleinparteien stellen sich vor, abgerufen am 18. September 2017